# Campeonato Mundial de Hóquei no Gelo de 2006
O Campeonato Mundial de Hóquei no Gelo de 2006 foi disputado em quatro níveis.

## Elite
A divisão de elite deste ano foi disputada na Letônia, entre os dias 5 e 21 de maio. O formato é o mesmo dos torneios anteriores. Teve a Suécia como campeã, batendo a República Tcheca por 4 a 0. Já o Cazaquistão e a Eslovênia foram rebaixados para a primeira divisão em 2007.
Classificação final
1. Suécia
2. República Tcheca
3. Finlândia
4. Canadá
5. Rússia
6. Bielorrússia
7. Estados Unidos
8. Eslováquia
9. Suíça
10. Letônia
11. Ucrânia
12. Noruega
13. Dinamarca
14. Itália
15. Cazaquistão - rebaixada para primeira Divisão de 2007[1]
16. Eslovênia - rebaixada para primeira Divisão de 2007[1]

## Primeira divisão
A primeira divisão foi disputada em 2 grupos: o primeiro competiu na França, e o segundo na Estônia. As competições ocorreram entre os dias 23 e 29 de abril. A Alemanha e a Áustria se garantiram na elite no próximo ano. Já a Croácia e Israel fora rebaixados para a segunda divisão em 2007.
Grupo A
1. Alemanha - promovido para a Elite de 2007
2. França
3. Japão
4. Hungria
5. Reino Unido
6. Israel - rebaixada para a segunda divisão de 2007

Grupo B
1. Áustria - promovida para a Elite de 2007
2. Lituânia
3. Polônia
4. Estônia
5. Países Baixos
6. Croácia - rebaixada para a segunda divisão de 2007

## Segunda divisão
A primeira divisão foi disputada em 2 grupos: o primeiro competiu na Bulgária, e o segundo na Nova Zelândia. As competições ocorreram entre os dias 27 de março e 9 de abril. A Romênia e a China se garantiram na primeira divisão no próximo ano. Já a África do Sul e a Nova Zelândia foram rebaixadas para a terceira divisão em 2007.
Grupo A
1. Romênia - promovida para a primeira divisão de 2007
2. Bulgária
3. Bélgica
4. Espanha
5. África do Sul - rebaixada para a terceira divisão de 2007

Grupo B
1. China - promovida para a primeira divisão de 2007
2. Coreia do Sul
3. Austrália
4. Coreia do Norte
5. México
6. Nova Zelândia - rebaixada para a terceira divisão de 2007

## Terceira divisão
A terceira divisão aconteceu na Islândia, de 24 a 29 de abril. Islândia e Turquia subiram para segunda divisão do próximo ano.
Classificação Final
1. Islândia - promovida para a segunda divisão de 2007
2. Turquia - promovida para a segunda divisão de 2007
3. Armênia
4. Irlanda
5. Luxemburgo